# Рот, Юстус Людвиг Адольф
Юстус Людвиг Адольф Рот (нем. Justus Ludwig Adolf Roth; 15 сентября 1818, Гамбург — 1 апреля 1892, Берлин) — немецкий геолог, минералог, вулканолог. педагог, профессор. Доктор наук. Считается одним из основоположников петрографической науки.

## Биография
Образование получил в университетах Тюбингена и Йены.
Первоначально изучал фармацию. В 1844 году получил докторскую степень в Университете Йены. В 1844—1848 годах работал аптекарем в Гамбурге.
В 1848 году переехал в Берлин, где на его дальнейшую научную деятельность повлияли работы Густава Розе и Генриха Эрнста Бейрича.
В 1867 году был назначен доцентом, позже профессором минералогии Берлинского университета.

## Научная деятельность
Специализировался на кристаллографии и вулканологии. В своих исследованиях имел дело с метаморфизмом и кристаллическими сланцами, обсуждал происхождение серпентина. Писал о скалах горы Везувий и острова Понца.
Принимал также участие в составлении геологической карты Силезии.

## Избранные труды
- «Die Kugelformen im Mineralreich» (Дрезден и Лейпциг, 1844),
- «Der Vesuv und die Umgebung von Neapel» (Берлин, 1857),
- «Die Geistenanalysen in tabellarischer Uebersicht und mit Kritischen Erläuterungen» (там же, 1861),
- «Beiträge zur Petrographie der plutonischen Gesteine» (там же, 1869, 1873, 1879, 1884),
- «Ueber den Serpentin u. die genetischen Beziehungen desselben» (там же, 1870),
- «Die geologische Bildung der norddeutschen Ebene» (2 изд., там же, 1885),
- «Ueber die Lehre vom Metamorphismus und die Entstehung der Kristallinischen Schiefer» (там же, 1871),
- «Studien am Monte Somma» (там же, 1877),
- «Allgemeine und chemische Geologie» (там же, 1879—93).